# Eberardo Pavesi
Eberardo Pavesi (Colturano, 2 de novembro de 1883 - Milão, 11 de novembro de 1974) foi um ciclista profissional da Itália.

## Participações no Tour de France
- Tour de France 1907 : 6º colocado na classificação geral